# Mihai-Alexandru Badea
Mihai-Alexandru Badea (n. 25 septembrie 1985, București, România) este un deputat român, ales în 2020 din partea USR. 